# (666823) 2010 VR11
2010 VR11 ist ein großes transneptunisches Objekt im Kuipergürtel, das bahndynamisch als erweitertes Scattered Disk Object (DO) oder als Cubewano (CKBO) eingestuft wird. Aufgrund seiner Größe gehört der Asteroid zu den Zwergplanetenkandidaten.

## Entdeckung
2010 VR11 wurde am 2. November 2010 von einem Astronomenteam, bestehend aus Dave Rabinowitz, Meg Schwamb und Suzanne Tourtellotte, mit dem 3,6-m-ESO-Teleskop am La-Silla-Observatorium (Chile) der Europäischen Südsternwarte (ESO) entdeckt.
Nach seiner Entdeckung ließ sich 2010 VR11 auf Fotos, die im Rahmen des Sloan-Digital-Sky-Survey-Programmes (SDSS) am Apache-Point-Observatorium (New Mexico) gemacht wurden, bis zum 1. Oktober 2000 zurückgehend identifizieren und so seinen Beobachtungszeitraum um zehn Jahre verlängern, um so seine Umlaufbahn genauer zu berechnen. Seither wurde der Planetoid durch verschiedene erdbasierte Teleskope beobachtet. Im September 2018 lagen insgesamt 193 Beobachtungen über einen Zeitraum von 18 Jahren vor. Die bisher letzte Beobachtung wurde im Januar 2018 am Pan-STARRS-Teleskop (PS1) (Maui) durchgeführt. (Stand 27. März 2019)

## Eigenschaften

### Umlaufbahn
2010 VR11 umkreist die Sonne in 264,75 Jahren auf einer leicht elliptischen Umlaufbahn zwischen 35,41 AE und 47,04 AE Abstand zu deren Zentrum. Die Bahnexzentrizität beträgt 0,141, die Bahn ist 31,00° gegenüber der Ekliptik geneigt. Derzeit ist der Planetoid 36,81 AE von der Sonne entfernt. Das Perihel durchläuft er das nächste Mal 2045, der letzte Periheldurchlauf dürfte also im Jahre 1780 erfolgt sein.
Marc Buie (DES) klassifiziert den Planetoiden als erweitertes SDO (ESDO bzw. DO), während vom Minor Planet Center keine spezifische Einstufung existiert; letzteres ordnet ihn als Nicht-SDO und allgemein als «Distant Object» ein. Das Johnston’s Archive führt ihn dagegen als Cubewano auf, wobei er zu den bahndynamisch «heißen» klassischen KBO gehören würde.

### Größe
Derzeit wird von einem Durchmesser von 315 km ausgegangen, basierend auf einem Rückstrahlvermögen von 8 % und einer absoluten Helligkeit von 5,9 m. Ausgehend von diesem Durchmesser ergibt sich eine Gesamtoberfläche von etwa 312.000 km². Die scheinbare Helligkeit von 2010 VR11 beträgt 21,54 m.
Da es denkbar ist, dass sich 2010 VR11 aufgrund seiner Größe im hydrostatischen Gleichgewicht befindet und somit weitgehend rund sein könnte, erfüllt er möglicherweise die Kriterien für eine Einstufung als Zwergplanet. Mike Brown geht davon aus, dass es sich bei 2010 VR11 um vielleicht einen Zwergplaneten handelt.
| Jahr                                         | Abmessungen km | Quelle   |
| -------------------------------------------- | -------------- | -------- |
| 2018                                         | 321,0          | Johnston |
| 2018                                         | 315,0          | Brown    |
| Die präziseste Bestimmung ist fett markiert. |                |          |